# سوزان ویلند
سوزان ویلند (انگلیسی: Susan Wayland؛ زاده ۲۳ ژوئن ۱۹۸۰) یک مانکن اهل آلمان است.